# Torchlight II
Torchlight II – gra komputerowa z gatunku hack and slash stworzona przez Runic Games. Jest to kontynuacja gry Torchlight wydanej trzy lata wcześniej. Wprowadza możliwość grania z innymi osobami w trybie wieloosobowym. Fabuła koncentruje się na odnalezieniu postaci alchemika, który został opętany przez mroczne siły. Kontynuacją jest Torchlight III z 2020 roku.
Prace nad grą zostały zapowiedziane w sierpniu 2010 roku. Wydanie gry miało odbyć się wiosną 2011 roku, ale było kilkukrotnie przekładane. Ostatecznie premiera miała miejsce 20 września 2012 roku. Grę wydano także na system OS X 2 lutego 2015 roku oraz na Linuxa 4 marca 2015 roku.
Gra została dobrze odebrana przez krytyków, uzyskując średnią ocen 88/100 w serwisie Metacritic. Chwalono wciągającą rozgrywkę, natomiast skrytykowano słabą fabułę i bohaterów niezależnych. Torchlight II przyznano kilka wyróżnień między innymi tytuł „Best PC Role-Playing Game” od redakcji serwisu IGN.

## Fabuła
Akcja gry rozgrywa się kilka lat po wydarzeniach z pierwszej części. Po śmierci smoka Ordraka, Alchemik kradnie jego serce po czym zostaje opętany. Wychodząc na powierzchnię, niszczy tytułowe miasto Torchlight i ucieka. Kolejnym celem protagonisty staje się osada Enklawa, jednak rządca Eldrayn odpiera jego atak. Następnie Alchemik kieruje się do okolic pustynnego miasta Zeryfesz w poszukiwaniu serc strażników, które mogą zwiększyć jego moc. Po ich zdobyciu próbuje odnaleźć mechaniczny rdzeń. Ostatecznie postać gracza pokonuje Alchemika, a następnie demona - Władcę Netheru, ratując świat przed zniszczeniem.

## Rozgrywka
Akcja gry rozgrywa się w świecie fantasy obserwowanym w rzucie izometrycznym. Podczas tworzenia postaci gracza, gracz może wybrać jedną z czterech klas postaci, a także dobrać jej płeć, wygląd twarzy czy rodzaj włosów. Zabijając przeciwników, postać gracza dostaje punkty doświadczenia, złoto i losowe przedmioty. Podczas awansu na kolejny poziom, gracz przydziela punkty do swoich atrybutów i umiejętności. W trakcie rozgrywki bohaterowi towarzyszy chowaniec, który pomaga w walce i może być wysłany do miasta w celu sprzedaży przedmiotów. Tak jak w pierwszej części gry, Torchlight II losowo generuje zarówno teren gry, po którym porusza się gracz, jak i potwory, z którymi może się zmierzyć. Produkcja oferuje zadania poboczne zlecane przez napotkane osoby. Tak jak w Torchlight, istnieje możliwość łowienia ryb w wybranych miejscach. Po ukończeniu kampanii dostępny jest tryb nowej gry plus.
W Torchlight II do wyboru są cztery klasy postaci. Inżynier (wcześniej znany jako Railman) jest ciężko zbrojnym wojownikiem używającym broni białej i steampunkowej technologii. Łowca jest Nomadem korzystającym z broni dystansowej i „lekkiej magii”. Berserk używa szybkich ataków, a żarodziej to klasa mająca władzę nad mocami przyrody i rzucająca czary. W grze pozwala zagrać z innymi graczami przez Internet i sieć lokalną. W tym trybie dozwolone jest używanie modyfikacji tylko wtedy, gdy wszyscy gracze na serwerze mają zmienioną grę w ten sam sposób.

## Produkcja

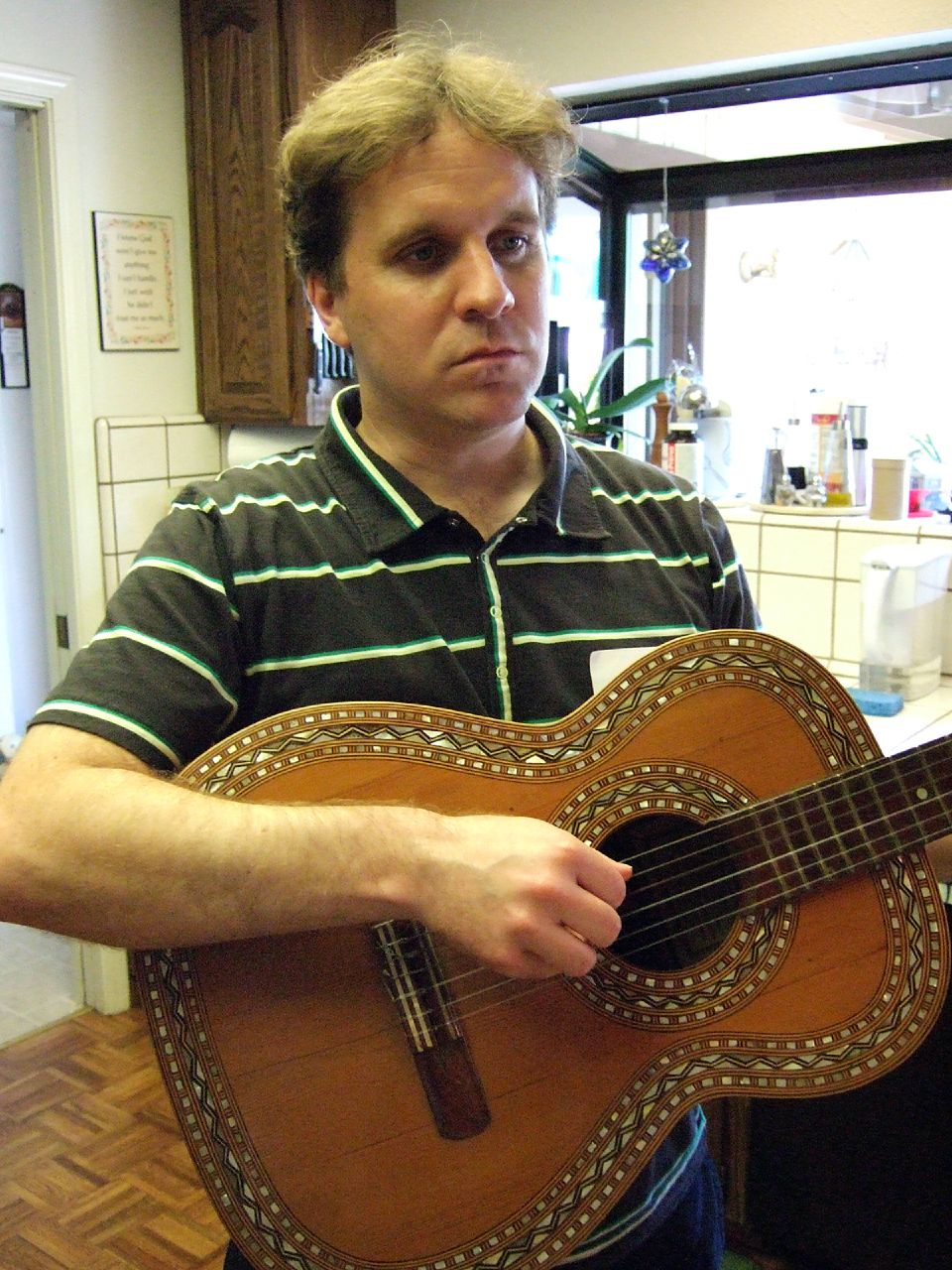
Matt Uelmen, kompozytor

Pomimo tego, że Torchlight zyskał pozytywne opinie, brak trybu wieloosobowego był wielokrotnie krytykowany przez recenzentów. Przed premierą pierwszej gry Runic Games zapowiedziało, że ma w planach stworzenie gry MMORPG w świecie Torchlight. Jednak w sierpniu 2010 roku Runic ogłosiło prace nad Torchlight II, kontynuacją, która nie tylko ma dodać tryb wieloosobowy, ale także pozwoli zespołowi zebrać doświadczenie w tworzeniu trybu wieloosobowego Torchlight. Niektóre rzeczy z Torchlight II miały zostać przeniesione do gry MMORPG, na którym zespół planował się skupić po jej premierze.
27 lipca 2010 roku na stronie internetowej Torchlight twórcy umieścili wiadomość „Ostatnio byliśmy bardzo zapracowani i nie możemy tego zrozumieć, jakieś pomysły?” Notatka prowadziła do częściowo odkrytego obrazka. Przez kolejne dni odsłaniano następne fragmenty, aż 4 sierpnia 2010 roku oficjalnie zapowiedziano pracę nad Torchlight II. Tego samego dnia ukazał się pierwszy wywiad dotyczący gry, który został przeprowadzony przez magazyn „PC Gamer”. Zamieszczono w nim pierwsze szkice koncepcyjne z gry.
W drugiej połowie 2010 roku, zwiększone zaangażowanie Runic Games w porcie pierwszej gry na Xbox Live Arcade spowodowało opóźnienie w wydaniu kontynuacji, ale optymalizacja dotycząca pamięci i czasu wczytywania tworzona na port doprowadziły do implementacji ich w Torchlight II. Pierwotnie gra miała być wydana wiosną 2011 roku. Później wydanie gry przesunięto na maj 2011, a następnie na lipiec 2011. Następnie twórcy obiecali, że gra wyjdzie przed końcem roku 2011, a jedyną przeszkodą może być „choroba lub śmierć jednego z pracowników zespołu”. W listopadzie Travis Baldree poinformował o przesunięciu premiery na rok 2012.
W styczniu 2012 twórcy przekazali, że nie chcą się śpieszyć z produkcją gry i wolą uniknąć starcia z Diablo III. W kwietniu szef studia Runic Games w wywiadzie udzielonym dla serwisu Joystiq podał, że Torchlight II wyjdzie około miesiąc po premierze Diablo III. 20 lipca 2012 oznajmił, że gra będzie prawie cztery razy większa od poprzednika. 26 lipca 2012 rozpoczęto przedsprzedaż gry przez Steam, gdzie gracz po zakupie otrzymywał pierwszą grę za darmo. W lipcu Travis Baldree poinformował, że gra ujrzy światło dzienne jeszcze przed końcem tego [2012] lata. Ostateczną datę wydania, czyli 20 września, ogłoszono najpierw na oficjalnym forum gry, a później potwierdzono na targach PAX Prime.
W pierwszej połowie 2012 roku odbywały się beta testy i stress testy dzięki którym sprawdzano wytrzymałość serwerów przy dużej liczbie graczy. W przeciwieństwie do poprzednika, Torchlight II zawiera filmowe przerywniki, które zostały stworzone przez Klei Entertainment (Eets, Shank). 20 kwietnia 2012 roku zaprezentowano intro zatytułowane New Heroes Will Arise, które pokazuje wydarzenia, które miały miejsce pomiędzy grami.
Podczas targów PAX poza datą wydania gry, studio Runic Games ujawniło, że po premierze stworzona będzie wersja na system OS X oraz będą dodane nowe wersje językowe. Wersję demonstracyjną gry wypuszczono 21 września 2012 roku. 15 listopada wydano aktualizację dodającą do gry między innymi 2 nowe języki: polski i rosyjski. W 2013 firma przyznała, że nastąpiły pewne komplikacje odnośnie do portu na platformę OS X. Autorem ścieżki dźwiękowej jest Matt Uelmen, a muzyka została nagrana przez orkiestrę w Bratysławie z powodów finansowych. Wszystkie utwory zostały wypuszczone za darmo dwa dni przed premierą gry. Polska premiera w handlu detalicznym odbyła się 5 października 2012.
W marcu 2014 roku współzałożyciele Runic Games, Erich Schaefer i Travis Baldree postanowili odejść i założyć niezależne studio Double Damage Games. Max Schaefer opuścił studio na początku 2016 roku i założył Echtra Games. W 2020 roku firma wydała Torchlight III. W 2017 roku Runic Games wydało grę zręcznościową Hob po czym firma została zlikwidowana. W 2019 roku firma Panic Button wydała wersję Torchlight II na konsole Nintendo Switch, PlayStation 4 i Xbox One.
| Torchlight II Soundtrack | Torchlight II Soundtrack    | Torchlight II Soundtrack |
| Nr                       | Tytuł utworu                | Długość                  |
| ------------------------ | --------------------------- | ------------------------ |
| 1.                       | „Torchlight II Title Theme” | 2:42                     |
| 2.                       | „Enclave Morning”           | 5:16                     |
| 3.                       | „Temple Steppes”            | 6:24                     |
| 4.                       | „Defiled”                   | 3:09                     |
| 5.                       | „Ice”                       | 2:49                     |
| 6.                       | „Enclave Dusk”              | 3:29                     |
| 7.                       | „Winterwell”                | 2:13                     |
| 8.                       | „Glacial Research Station”  | 0:48                     |
| 9.                       | „Slavers”                   | 1:11                     |
| 10.                      | „Zeryphesh Morning”         | 1:46                     |
| 11.                      | „Sphinx”                    | 2:16                     |
| 12.                      | „Vulture Pass”              | 2:29                     |
| 13.                      | „Djinn”                     | 1:37                     |
| 14.                      | „Curse of Ember”            | 2:16                     |
| 15.                      | „Ever Deeper”               | 3:01                     |
| 16.                      | „Echo Pass”                 | 2:16                     |
| 17.                      | „Camp Evening”              | 1:14                     |
| 18.                      | „Zeryphesh Twilight”        | 2:28                     |
| 19.                      | „Mycoses”                   | 1:29                     |
| 20.                      | „Wasteland”                 | 2:28                     |
| 21.                      | „Desolation”                | 3:08                     |
| 22.                      | „Oasis”                     | 2:02                     |
| 23.                      | „Bog”                       | 2:29                     |
| 24.                      | „Vault”                     | 3:11                     |
| 25.                      | „Mummified”                 | 1:40                     |
| 26.                      | „Snow Falling on Bleeders”  | 3:21                     |
| 27.                      | „Camp Dawn”                 | 5:08                     |
| 28.                      | „Killbot”                   | 1:26                     |

## Odbiór
Gra spotkała się z pozytywnym przyjęciem recenzentów, zyskując wynik 88/100 na serwisie Metacritic i 88,58% w GameRankings. Torchlight II został opisany jako świetna kontynuacja, która łączy najlepsze cechy gier hack and slash. W lipcu 2013 roku ogłoszono, że tytuł sprzedał się w liczbie dwóch mln egzemplarzy, a według danych z 2015 roku sprzedaż wzrosła do prawie trzech milionów.
Krytycy źle ocenili grę od strony fabularnej. Dan Stapleton z GameSpy oczekiwał, że Runic Games włoży więcej wysiłku w stworzenie ciekawej historii. Zabrakło mu także postaci zapadającej w pamięć. Charles Onyett z serwisu IGN skrytykował sposób przedstawienia fabuły i opisał bohaterów jako pustych. Filip Grabski z Gry-Online uznał fabułę za pretekstową i klasyczną dla gier hack and slash.
Gra była wielokrotnie porównywana do serii Diablo. Cory Banks z „PC Gamera” stwierdził, że pełne kolorów krainy tworzą grę bardziej przystępną. Według Daniela Bischoffa gra przewyższa Diablo III w wielu aspektach, a jednym z nich jest niska cena. Redaktor uznał, że jest to kontynuacja Diablo II, w której nie zmieniono podstawowych mechanik i skupiono się na tym co ludzie polubili w pierwszej części. Christian Donlan z Eurogamera przyznał, że produkcja jest lepsza od poprzedniczki w prawie każdym aspekcie i pochlebnie wyraził się o braku domu aukcyjnego i konieczności posiadania Internetu. Ostatecznie redaktor wystawił grze ocenę 9/10 podsumowując recenzję słowami „Tak jak Torchlight czerpał korzyści z braku Diablo III, tak dwójka wygląda na jej realną alternatywę”.
Pochlebnie oceniano oprawę graficzną i rozrywkę. Według Onyetta gra nie posiadała nowych radykalnych rozwiązać, ale to co oferuje, jest bardzo dobrze dopracowane. Pozytywnie odniósł się do projektu umiejętności i różnorodnego zachowania przeciwników. Stapleton pochwalił zróżnicowany wygląd zarówno przedmiotów jak i lokacji. Przyznał także, że różne elementy losowe występujące w grze świadczą o jej wysokiej jakości. Zdaniem Bischoffa początkowo można pomyśleć, że klasy postaci mogą być zbyt podobne do siebie, ale im częściej grasz jedną postacią, tym odkrywasz więcej unikalnych elementów dla tej klasy.
Siedem lat po premierze gra została wydana na konsole. Mitch Vogel z serwisu Nintendo Life, zwracając się do graczy napisał, że weterani gatunku mogą chcieć zatrzymać się i pomyśleć przed zakupem, ponieważ nie ma tu zbyt wielu rzeczy, których nie widziałeś wcześniej, ale trudno argumentować, że nie będziesz cieszyć się czasem spędzonym z tą grą. Russ Frushtick, piszący dla Polygonu ocenił, że Torchlight 2 działa płynnie nawet na Nintendo Switch. Gra zachowała wszystkie szczegóły oryginalnej wersji bez konieczności zmniejszania rozdzielczości lub liczby klatek na sekundę w jakikolwiek zauważalny sposób; wygląda znacznie bardziej wyraziście niż Diablo 3.
Redakcja czasopisma „Time” uplasowała grę na 10. miejscu na liście dziesięciu najlepszych gier w roku 2012. Zarówno serwis Spike TV jak i GameSpot nominowały grę w kategorii „Role-Playing Game of the Year”, a SpikeTV dodatkowo nominował do tytułu „Best PC Game”. Serwis IGN nominował grę w kategorii „Best Overall Role-Playing Game”, natomiast strona Game Revolution zgłosiła do tytułu „Best PC Exclusive 2012”. W plebiscycie na najlepszą grę roku 2012 serwisu Gry-Online, Torchlight II zajął 18. miejsce i 5. na liście 25 najlepszych gier hack and slash. Gra znalazła się także na liście najlepszych gier RPG według redakcji czasopisma „PC Gamer” zajmując 21. miejsce.